# Walzer der Liebe
Singles de Mireille Mathieu
Kleine Schwalbe (für die Heimkehr ist es nie zu spät)
(1976) Die Liebe kennt nur der, der sie verloren hat
(1977)
Walzer der Liebe est une chanson allemande de la chanteuse française Mireille Mathieu sortie en Allemagne en 1977 chez Ariola. La chanson est la version allemande de Amour défendu et se retrouve sur de nombreuses compilations de l'artiste en Allemagne.
La Face B, On verra, est bien une chanson en allemand malgré son titre en français.